# 威托卡 (明尼蘇達州)
威托卡（英語：Witoka）是位於美國明尼蘇達州威諾納縣威爾遜鎮區及威斯科伊鎮區的一個非建制地區。

## 歷史
威托卡的郵局於1857年設立，其後於1918年停運。此地得名一印第安部落族長的女兒。

## 地理
威托卡所處的海拔為高於海平面407米（即1335英呎），而該地所採用的時區為UTC-6，即北美中部時區（CST）。同時該地設有夏令時間，為UTC-6調快一小時，即UTC-5（CDT）。